# Cernătești (Dolj)
Cernăteşti é uma comuna romena localizada no distrito de Dolj, na região de Oltênia. A comuna possui uma área de 57.24 km² e sua população era de 2031 habitantes segundo o censo de 2007.